# I Don't Want to Miss a Thing
"I Don't Want to Miss a Thing" é um Hit single da banda norte-americana de rock Aerosmith. Ele foi lançado a partir da trilha-sonora do filme Armageddon e estreou em #1 na Billboard Hot 100 (o primeiro feito da banda em todos os 28 anos de carreira juntos). A canção permaneceu no topo da parada por quatro semanas consecutivas, de 5 a 26 de setembro de 1998, apresentando o Aerosmith a uma nova geração de fãs. A canção também permaneceu em #1 por várias semanas em vários outros países. A canção rapidamente subiu na UK Singles Chart, tendo como melhor posição a #4 em Novembro de 1998 e se tornando a canção do Aerosmith com mais alta posição na parada musical do Reino Unido até então. No Brasil, foi a 46ª música mais tocada nas rádios em 1998. [carece de fontes?]
"I Don't Want to Miss a Thing" foi composta primeiramente por Diane Warren. Ela disse em seu álbum Diane Warren Presents Love Songs que originalmente a canção deveria ser cantada por Celine Dion.
A canção foi nomeada para ambos Academy Award para Melhor Canção e Razzie Award para Pior Canção Original. Um dos jurados do programa norte-americano American Idol, Simon Cowell, definiu a canção como "uma das maiores canções de todos os tempos" durante a apresentação da sétima temporada. Ela continua sendo uma das canções mais populares do Aerosmith.

## Videoclipe
O videoclipe da canção foi gravado no Minneapolis Armory em 1998. Ele mostra a banda tocando algumas partes da música junto com algumas cenas de Armageddon. Ele conta com uma aparição de Liv Tyler, que é filha de Steven Tyler e faz o papel de Grace Stamper no filme. Liv anteriormente apareceu no videoclipe de uma canção anterior da banda, "Crazy".
O vídeo começa com cenas da Lua e vários meteoritos passando por ela, então surge uma visão em zoom da Terra antes de aparecer Steven Tyler cantando. As cenas são interpoladas entre a visão do Controle de Missão e a banda cantando através de seus monitores. Com o passar do vídeo, fica claro que a banda está cantando dentro de uma Cápsula Espacial fictícia, Freedom. Junto com o Aerosmith, toda uma orquestra toca em sintonia com a melodia. Conforme Freedom decola após o lançamento, uma fumaça surge entre a orquestra e o Aerosmith. Finalmente, enquanto uma Grace chorosa toca um dos monitores tentando alcançar Steven Tyler/Harry Stamper (no filme de Bruce Willis), a tela dos monitores se apagam.

## Formatos e faixas
CD Single
1. "I Don't Want to Miss a Thing" — 4:58
2. "Taste of India" (Rock Remix) — 5:52

"Pink"
A canção também foi incluída na versão inglesa do álbum Nine Lives.

## Desempenho nas paradas

### Posições
| Top (1998)                         | Melhor posição |
| ---------------------------------- | -------------- |
| Alemanha                           | 1              |
| Austrália - Parada de Singles ARIA | 1 (9x)         |
| Áustria                            | 1              |
| Bélgica (Flanders)                 | 3              |
| Bélgica (Valônia)                  | 4              |
| Canadá - Hot 100 Singles           | 1              |
| EUA - Billboard Hot 100            | 1 (4x)         |
| Finlândia                          | 3              |
| França                             | 8              |

| Top (1998)                              | Melhor posição |
| --------------------------------------- | -------------- |
| Holanda                                 | 1              |
| Irlanda                                 | 1 (2x)         |
| Itália                                  | 1              |
| Letônia                                 | 1              |
| Mundo - Global Track Chart              | 1 (11x)        |
| Noruega                                 | 1              |
| Nova Zelândia - Parada de Singles RIANZ | 1              |
| Reino Unido - UK Singles Chart          | 4              |
| Suécia                                  | 2              |
| Suíça                                   | 1              |